# ケーニヒスシュトゥール (競走馬)
ケーニヒスシュトゥール  （Königsstuhl、1976年5月17日 - 1995年）はドイツの競走馬、種牡馬。父ジンギスカーン Dschingis Khan、母ケーニヒスクレーヌンク Königskrönung  から、ブレスケス Bresges 家所有のツォッペンブロイヒ牧場 Gestüt Zoppenbroich （メンヒェングラットバッハ-ライト市）で生産されたサラブレッドである。

## 出自
基礎牝馬カイザーヴュルデ Kaiserwürde  の牝系（F-No.5-h）は戦後ドイツで非常に成功したファミリーで、カイザーアドラー Kaiseradler 。クロンツォイゲ Kronzeuge 、名牝カンディア Kandia 、クローネンクラニヒ Kronenkranich 、カイザーシュテルン Kaiserstern 、オイロパ賞勝ち馬カミロス Kamiros 、カトマイ Katmai といった優れた産駒を輩出した。父ジンギスカーンはむしろマイラーで、産駒にはほんの僅かなステイヤーしか残さなかった。

## 競走経歴
ケーニヒスシュトゥールは、2 - 5歳時20戦11勝2着7回、獲得賞金合計 1,028,125 マルク（約 522,093 ユーロ）、ゲネラルアウスグライヒ重量 Generalausgleichsgewicht （GAG、フリーハンデ重量）は 73.5 - 103.5 - 102.0 - 105.0 kg に達した。
スフェン・フォン・ミッツラフ Sven von Mitzlaff 調教師の全ての良駒同様、ケーニヒスシュトゥールは2戦目に1,200メートルの未勝利クラスに勝利した2レースだけの目立たない2歳シーズンを終えた。
オーステンデ（オステンド）のプランスロゼ大賞（5着）以外全てで入着、ヘンケルレネン（現メールミュルヘンスレネン）、ドイツダービー、ドルトムントのセントレジャーのクラシックを制した結果、（西）ドイツ競馬史上唯一の三冠馬となった  。更にゲルゼンキルヒェンのアラルポカル（ラインラントポカル）、高賞金のデュッセルドルフ大賞、そして秋にミラノで行われる非常に高賞金の古馬開放国際競走、ミラノ大賞などに勝利した。
最も重要なダービー前哨戦ウニオンレネンでは、ドイツ競馬史上初めて公式確定後着順が訂正された。最初のゴール写真の判定では、ゴール審判はネボス Nebos の前にケーニヒスシュトゥールとしたが、直前のハント競走のためゴール写真の鏡を設置し直す必要があり調整ミスが犯されていた。ゴール写真の再審査で審判は判定を翻し、ケーニヒスシュトゥールに変わって勝者としてネボスを宣言した。この決定は大きな議論を巻き起こした。
彼の競走経歴、とりわけ3歳シーズンは、3回写真判定に持ち込まれた同等の強さのライバル、ネボスとの戦いを通じて形作られた。この2頭の馬の能力差を客観的に評価するのは困難で、ことに（ネボスの）若い騎手ルッツ・メイダー Lutz Mäder とレース経験豊富で信頼の置けるペーター・アラフィ Peter Alafi との比較もあり、多くの専門家のレースへの評価は分かれた 。
ケーニヒスシュトゥールの競走経歴はスフェン・フォン・ミッツラフ調教師と密接に結び付いていた。ドイツ調教師界の支配者としてツォッペンブロイヒ牧場や他の馬主の多くの一流馬を調教し、ケーニヒスシュトゥールを三冠馬にして生涯の業績を称えられた。1979年より毎年ドイツギャロップクラブ Galopp-Club Deutschland により年度代表者 Turfpersönlichkeit des Jahres が選考され、競馬界に著しく寄与した人物や団体が表彰されている。三冠馬を調教した連邦共和国最初の調教師として、スフェン・フォン・ミッツラフがこの表彰の最初の受賞者となった。そしてケーニヒスシュトゥールが出走すると多くの観衆が競馬場に詰め掛けた。1979年、ケーニヒスシュトゥールは年度代表馬に選出された。

### 競走成績
- 1978年（2歳）： 2戦 1勝、GAG =  73.5
- 1979年（3歳）： 9戦 6勝、GAG = 103.5、年度代表馬、3歳チャンピオン
- 1980年（4歳）： 4戦 1勝、GAG = 102.0
- 1981年（5歳）： 5戦 3勝、GAG = 105.0、古馬チャンピオン
- 計（2 - 5歳）： 20戦11勝、獲得賞金 839,125 ドイツマルク、90,000,000 イタリア・リラ

### 出走履歴
| 年月日     | 競馬場             | 競走名                         | 格 | 距離（馬場）   | 斤量 kg | 頭 数 | 着 順 | 騎手         | 着差             | 1着（2着）馬         | レース 判定 |
| ---------- | ------------------ | ------------------------------ | -- | -------------- | ------- | ----- | ----- | ------------ | ---------------- | -------------------- | ----------- |
| 1978.06.11 | ケルン             | ヘングステ・フェルスフスレネン |    | 芝1,000m（良） |         | 7     | 2     | E. Schindler | 5馬身            | My Rocket (GER)      | 圧勝(Üb)    |
| 1978.08.12 | ゲルゼンキルヒェン | リンボレネン                   |    | 芝1,200m（良） | 58.0    | 11    | 1     | P. Alafi     | 2馬身            | (Feiner (GER))       | 楽勝(Le)    |
| 1979.04.   | ノイス             | フリューリンクスレネン         |    | 芝1,650m（重） |         | 11    | 2     |              | クビ             | Revlon Boy (GER)     | 確勝(Si)    |
| 1979.04.15 | フランクフルト     | フランクフルトメッセ賞         |    | 芝1,600m（良） | 50.5    | 13    | 1     | F. Puchta    | 2 1/2馬身        | (Slenderhagen (GER)) | 圧勝(Üb)    |
| 1979.04.29 | フランクフルト     | ブリッツティップポカル         |    | 芝2,000m（良） | 57.0    | 13    | 1     | F. Puchta    | 3/4馬身          | (Diorit (GER))       | 確勝(Si)    |
| 1979.05.13 | ゲルゼンキルヒェン | ヘンケルレネン                 | G2 | 芝1,600m（良） | 56.0    | 9     | 1     | P. Alafi     | 2馬身            | (Esclavo (GER))      |             |
| 1979.06.10 | ケルン             | ウニオンレネン                 | G2 | 芝2,200m(堅)   |         | 8     | 2     |              | 短頭             | Nebos (GER)          | 接戦(Ka)    |
| 1979.07.01 | ハンブルク         | ドイチェスダービー             | G1 | 芝2,400m（良） | 58.0    | 20    | 1     | P. Alafi     | アタマ           | (Nebos (GER))        | 接戦(Ka)    |
| 1979.08.12 | ゲルゼンキルヒェン | アラルポカル                   | G1 | 芝2,400m（良） | 53.0    | 11    | 1     | P. Alafi     | 1 1/2馬身        | (Nebos (GER))        | 楽勝(Le)    |
| 1979.09.02 | バーデンバーデン   | バーデン大賞                   | G1 | 芝2,400m（良） |         | 11    | 2     |              | 1 3/4馬身        | M-Lolshan (IRE)      |             |
| 1979.09.23 | ドルトムント       | ドイチェスセントレジャー       | G2 | 芝2,800m（良） | 57.0    | 7     | 1     | P. Alafi     | 2馬身            | (Windlauf (GER))     | 圧勝(Üb)    |
| 1980.04.13 | ゲルゼンキルヒェン | ゲルゼンキルヒェン市大賞       | G3 | 芝2,400m（稍） | 55.0    | 11    | 1     | P. Alafi     | 4馬身            | (Wladimir (GER))     | 圧勝(Üb)    |
| 1980.05.11 | バーデンバーデン   | バーデン経済大賞               | G2 | 芝1,800m（良） | 61.5    | 12    | 4     | P. Alafi     | クビ-1 1/2-1/2身 | Hohritt (GER)        | 接戦(Ka)    |
| 1980.06.22 | デュッセルドルフ   | デュッセルドルフ大賞           | G2 | 芝2,200m（良） |         | 9     | 2     |              | 2 1/2馬身        | Nebos (GER)          | 圧勝(Üb)    |
| 1980.07.21 | オーステンデ       | プランスロゼ大賞               | G1 | 芝2,200m       | 62.0    | 9     | 5     | P. Alafi     | 2-ハナ-1 1/2-8身 | Argument (FR)        |             |
| 1981.05.03 | ケルン             | ゲルリンク賞                   |    | 芝2,400m（良） |         | 6     | 2     |              | ハナ             | Wauthi (GER)         | 接戦(Ka)    |
| 1981.05.31 | デュッセルドルフ   | デュッセルドルフ大賞           | G2 | 芝2,200m（良） | 57.0    | 9     | 1     | P. Alafi     | 3 1/2馬身        | (Wauthi (GER))       | 圧勝(Üb)    |
| 1981.07.04 | ハンブルク         | ハンザ大賞                     | G2 | 芝2,200m（不） | 59.5    | 9     | 1     | P. Alafi     | 6馬身            | (Strong Gale (IRE))  | 圧勝(Üb)    |
| 1981.07.26 | デュッセルドルフ   | ベルリン大賞                   | G1 | 芝2,400m（稍） |         | 8     | 2     |              | 1 1/2馬身        | Lydian (FR)          | 圧勝(Üb)    |
| 1981.10.25 | ミラノ             | ミラノ大賞                     | G1 | 芝2,400m       | 58.5    | 7     | 1     | P. Alafi     | 5馬身            | (Solero (ITY))       |             |

## 繁殖経歴
1982年競走経歴を終え、ケーニヒスシュトゥールは母国のツォッペンブロイヒ牧場で繋養された。ケーニヒスシュトゥールの繁殖経歴はレース同様成功し、3回ドイツのチャンピオンサイアーとなった。初年度（1983年）からヘリコン Helikon でグループ1競走勝ち馬を輩出し、ピクケーニヒ Pik König とラヴィルコ Lavirco の2頭のダービー馬を含む15頭のクラシック競走勝ち馬または入着馬の父となった。
中でも最良の産駒はイーザルラント牧場 Gestüt Isarland で1990年に生産されたモンズーン Monsun で、ゲオルク・フォン・ウルマン男爵 Georg Baron von Ulmann （シュレンダーハン牧場 Gestüt Schlenderhan）にバーデン秋のオークションで購買され、名伯楽ハインツ・イエンチ Heinz Jentzsch 調教師により一流の競走馬へと育てられた。そしてそれ以上に重要なのはモンズーンの種牡馬としての成功で、更に多くのクラシックとグループ1競走勝ち馬の父となった。その息子マンデュロ Manduro （母マンデリヒト Mandellicht）は2007年世界最高位に格付けされた 。モンズーンは伝説のティチノ Ticino 以降国際的に真の関心を集めた最初のドイツ産サラブレッドである。20年前にはほとんどあり得なかったドバイの王族やクールモアグループのような国際的な大規模生産者が、その最良の牝馬をドイツの種牡馬に種付けに送り込むのが今日では現実となった。ケーニヒスシュトゥール産駒はドイツのサラブレッド生産と産駒の大きな人気要因であり、それを維持するのに不可欠となっている。
ケーニヒスシュトゥールは、1995年疝痛で死亡した。

### 種牡馬成績
- リーディングサイアー（1988年、1994年、1996年）、（2位： 1989年、1990年、1992年、1993年）
- 2歳リーディングサイアー（1989年、1994年）
- リーディングブルードメアサイアー（2000年、2002年）

### 主な産駒
- ヘリコン Helikon (GER) - 牡、鹿毛、1983年、ビルケンモール牧場 Gestüt Birkenmoor 産。母：ホーリング Hallig (IRE) （F-No.5-e）、母の父： ビーフレンドリー Be Friendly (GB) （ザボス系）。2 - 6歳時33戦8勝、ベルリン銀行大賞 （ドイツ賞） (Gr.1)、ゲルゼンキルヒェン市大賞 (Gr.3)、バーディシェンヴィルトシャフト大賞〔バーデン経済大賞〕（バーディシェンウンターネーメン大賞〔バーデン企業大賞〕） (Gr.2)、ゲルゼンキルヒナーヴィルトシャフト大賞 〔ゲルゼンキルヒェン経済大賞〕(Gr.3)、2着： バーデン大賞、3着： バーデン大賞、GAG = 98.5 （1988年）。種牡馬
- アスティロス Astylos (GER) - 牡、鹿毛、1984年、シュレンダーハン牧場産。母： アヴィアティク Aviatik (GER) （No.2-n）、母の父： マイスワロー My Swallow (GB) （トウルビヨン系、本邦輸入種牡馬）。3 - 4歳時14戦5勝、1着： バーディシェンヴィルトシャフト大賞 (Gr.2)、ハンザ賞 (Gr.2)、GAG = 98.0 （1988年）。種牡馬
- デイトナビーチ Daytona Beach (GER) - 牝、黒鹿毛、1984年、ヴィーゼングルント牧場 Gestüt Wiesengrund 産。母： ドメスティカ Domestica (GER) （F-No.4-n）、母の父： カイザーアドラー Kaiseradler (GER) [4]。2 - 4歳時14戦4勝、GAG = 84.0 （1988年）。産駒： ドナルドソン Donaldson (GER) （牡、鹿毛、2002年、イットリンゲン牧場 Gestüt Hof Ittlingen 産。父： ランド Lando (GER) （アルヒミスト系）。3 - 5歳時16戦4勝、1着： ドイツ賞 (Gr.1)、GAG = 96.0 （2006年、2007年））
- マヨリテート Majorität (GER) - 牝、鹿毛、1984年、エルレングルント牧場 Gestüt Erlengrund 産。母： モナーキア Monacchia (GER) （F-No.8-a）、母の父： バッカス Bacchus (GER) （ネアルコ系）。2 - 3歳時9戦6勝、1着： シュヴァルツゴルトレネン (Gr.2)、ディアナ賞 (Gr.2)、トラーフェミュンデカジノ賞（ユングハインリヒ・ガベルシュタブラー賞〔ユングハインリッヒ・フォークリフト賞〕） (Gr.3)、2着： バイエリシェスツフトレネン〔バイエルンツフトレネン〕（ダルマイヤー大賞） (Gr.2)、GAG = 96.0 （1987年）、3歳牝馬チャンピオン（1987年）。産駒： マリナス Malinas (GER) （牡、鹿毛、2001年、フェールホフ牧場産。父： ロミタス Lomitas (GB) （ニジンスキー系）。3 - 4歳時11戦2勝、1着： ウニオンレネン (Gr.2)、2着： ドイチェスダービー (Gr.1)、3着： ラインラントポカル (Gr.1) 2回、ジョッキークラブ大賞 (Gr.1)、GAG = 96.0 （2004年））
- メディカス Medicus (GER) - 牡、黒鹿毛、1984年、P ブラウン他 P. Braun u.a. 産。母： ミンツァ Minza (GER) （F-No.31）、母の父： ツァンク Zank （アイソノミー系ネッカル分枝）。2 - 5歳時24戦7勝、1着： ティームトロフィー（ユーロカップ） (Gr.2)、シュプレッティレネン（シュパールカッセンフィナンツグルッペ賞〔貯蓄銀行ファイナンスグループ賞〕） (Gr.3)、GAG = 97.0 （1988年）。種牡馬
- アルカルデ Alkalde (GER) - 牡、青鹿毛、1985年、モニカ & ユストゥス・シュムッカー Monika u. Justus Schmucker 産、母： アストラ Astra (GER) （F-No.7）、母の父： カイザーアドラー Kaiseradler (GER) [4]。2 - 4歳時16戦8勝、1着： メールミュルヘンスレネン (Gr.2)、ウニオンレネン (Gr.2)、オスターマンポカル（ホルスタークリテリウム） (Gr.3)、エリテポカル（グロッセオイロパマイレ） (Gr.3)、2着： デュッセルドルフ大賞 (Gr.2)、GAG = 98.5 （1988年）、チャンピオンマイラー（1988年）。種牡馬
- トゥイストキング Twist King (GER) - 牡、鹿毛、1985年、スラヴォリユブ・コシチ & クラウス・ローレンツェン Slavolijub Kosic u. Klaus Lorenzen 産。母： トゥイストレディ Twistlady (USA)、母の父： アワマイケル Our Michael (USA) （ロックサンド系エイトサーティー分枝）。2 - 8歳時47戦7勝、1着： ヴィンターファフォリート（ヴィンターファフォリーテン賞） (Gr.3)、フランクフルトポカル（ヘッセンポカル） (Gr.3) 2回、シュプレッティレネン (Gr.3)、2着： ヴィルトシャフト大賞〔経済大賞〕 (Gr.2)、ハンザ賞 (Gr.2)、バイエリシェスツフトレネン (Gr.2)、GAG = 95.0 （1989年、1990年）。種牡馬
- カリニクタ Kalinikta (GER) - 牝、鹿毛、1986年、レットゲン牧場 Gestüt Röttgen 産。母： カッシオペイア Kassiopeia (GER) （F-No.4-b）、母の父： プリンスイッピ Prince Ippi (GER) （ハンプトン系ゲイクルセイダー分枝）。2 - 3歳時11戦2勝、2着： ルートヴィヒゲーベルス・エリンネルンクスレネン（クレーフェルターシュトゥーテン賞〔クレーフェルト牝馬賞〕） (Gr.3)、GAG = 87.0 （1989年）。産駒： カリスト Kallisto (GER) （牡、黒鹿毛、1997年、レットゲン牧場産。父： シュテルンケーニヒ Sternkönig (IRE) （グレイソヴリン系）。2 - 3歳時6戦3勝、1着： デルビーイタリアーノ (Gr.1)、フリューヤーレスプライス〔春季賞〕 (Gr.3)、GAG = 98.5 （2000年）。種牡馬）
- リアモ Riamo (GER) - 牡、鹿毛、1986年、イーザルラント牧場 Gestüt Isarland 産。母： ロッカバイサン Rockabye Sun (GER) （F-No.4-h）、母の父： エクスペルテ Experte (GER) （フェアトライアル系）。2 - 5歳時44戦3勝、シュタインゲンベルガーホテル大賞（フリューヤーレスプライス） (Gr.3)、GAG = 87.0 （1989年）
- マンデルバウム Mandelbaum (GER) - 牡、黒鹿毛、1987年、ヴィッテキンズホフ牧場 Gestüt Wittekindshof 産。母： マンドリアーレ Mandriale (GER) （F-No.3-d）、母の父： ノーフォーク Norfolk (GER) （ダークロナルド系アーリアマン分枝）。2 - 4歳時10戦6勝、1着： メールミュルヘンスレネン (Gr.2)、ウニオンレネン (Gr.2)、GAG = 95.0 （1990年）。種牡馬
- サヴィオ Savio (GER) - 牡、鹿毛、1987年、ハオスハーン牧場 Gestüt Haus Hahn 産。母： サヴァンナ Savanna (GER) （F-No.13-a）、母の父： ササフラ Sassafras (FR) （ハリーオン系）。2 - 9歳時32戦9勝、5歳時障害4戦1勝、2着： ウニオンレネン (Gr.2)、3着： ドイチェスダービー (Gr.1)、GAG = 90.0 （1990年）
- ウェルノウン Well Known (GER) - 牝、黒鹿毛、1987年、レットゲン牧場 Gestüt Röttgen 産。母： ウェルプローヴド Well Proved (GER) （F-No.4-o）、母の父：プリンスイッピ Prince Ippi (GER)。2 - 3歳時13戦4勝、2着： ARAG 賞（ジャーマン1000ギニー） (Gr.2)、ディアナ賞 (Gr.2)、GAG = 91.0 （1989年）、2歳牝馬チャンピオン。産駒： ウェルメイド Well Made (GER) （牡、鹿毛、1997年、レットゲン牧場産。父： モンドリアン Mondrian (GER) （アルヒミスト系）。2 - 7歳時32戦6勝、1着： オイロパ賞 (Gr.1)、ゲルリンク賞 (Gr.2)、フェデリコテシオ賞 (Gr.3)、ブレーマーヴィルトシャフト大賞〔ブレーメン経済大賞〕 (Gr.3)、2着： ハンザ賞 (Gr.2)、ゲルリンク賞 (Gr.2)、3着： オイロパ賞 (Gr.1)、GAG = 98.5 （2002年）。種牡馬）
- リンディア Lindia (GER) - 牝、芦毛、1988年、ハインツ・プフェルドメンゲス Heinz Pferdmenges 産。母： レヴァディア Levadia (GER) （F-No.16）、母の父： ペンタスロン Pentathlon (GB) （ザボス系）。2 - 3歳時9戦2勝、1着： ルートヴィヒゲーベルス・エリンネルンクスレネン (Gr.3)、2着： ディアナ賞 (Gr.2)、GAG = 90.0 （1991年）
- ベヤリア Bejaria (GER) - 牝、1989年、シュレンダーハン牧場 Gestüt Schlenderhan 産。母： ブリギダ Brigida (GER) （F-No.6-e）、母の父： プリアモス Priamos (GER) （アルヒミスト系）。2 - 3歳時11戦2勝、GAG = 71.0 （1992年）。産駒： ベルナルドン Bernardon (GER) （牡、鹿毛、1996年、シュレンダーハン牧場産。父：スワーヴダンサー Suave Dancer (USA) （ニジンスキー系）。2 - 5歳時26戦8勝、8歳時障害1戦0勝、1着： グロッセユーロカーマイレ（グロッセオイロパマイレ） (Gr.2)、エッティンゲンレネン (Gr.3)、2着： ベルリンブランデンブルクトロフィー (Gr.2)、GAG = 95.5 （2000年））
- ピクケーニヒ Pik König (GER) - 牡、鹿毛、1989年、アルベルト・ダルボーフェン Albert Darboven 産。母： ピカンテ Pikante (GER) （F-No.13）、母の父： ズルムー Surumu (GER) （アルヒミスト系）。3歳時8戦4勝、1着： ドイチェスダービー (Gr.1)、GAG = 97.0 （1992年）
- アルターアデル Alter Adel (GB) - 牡、鹿毛、1990年、アマーラント牧場 Gestüt Ammerland 産。母： アルテツァイト Alte Zeit (GER) （F-No.16）、母の父： ズルムー Surumu (GER)。2 - 4歳時10戦2勝、3着： ウニオンレネン (Gr.2)、GAG = 91.5 （1993年）。種牡馬
- モンズーン Monsun (GER) - 牡、黒鹿毛、1990年、イーザルラント牧場 Gestüt Isarland 産。母： モーゼラ Mosella (GER) （F-No.8-a）、母の父： ズルムー Surumu (GER)。2 - 5歳時23戦12勝、1着： アラルポカル (Gr.1)、オイロパ賞 (Gr.1) 2回、ゲルリンク賞 (Gr.2) 2回、ヘルティー大賞（バヴァリアンクラシック） (Gr.2)、ハンザ賞 (Gr.2)、シュタインゲンベルガーホテル大賞 (Gr.3)、2着： ドイチェスダービー (Gr.1)、アラルポカル (Gr.1)、バーデン大賞 (Gr.1)、コンセイユ・ド・パリ賞 (Gr.2)、3着： メルクフィンク銀行賞（ドイツ賞） (Gr.1)、GAG = 100.5 （1993年、1994年）、年度代表馬（1993年）。チャンピオンサイアー（2000年、2002年、2004年、2006年）
- トレズルー Tres Heureux (GER) - 牡、鹿毛、1990年、エリカ・ホエファー＝ヤンカー Frau Erica Hoefer-Janker 産。母： トレマニフィック Tres Magnifique (GER) （F-No.12-b）、母の父： ゲイファンダンゴ Gay Fandango (USA) （ハイペリオン系）。2 - 10歳時63戦13勝、1着： デュッセルドルフ大賞2回 (Gr.2) (Gr.3)、2着： デュッセルドルフ大賞 (Gr.2)、GAG = 93.5 （1995年）。種牡馬
- アラティコス Aratikos (GER) - 牡、鹿毛、1991年、ヘルムート・フォン・フィンク Helmut von Finck 産。母： アラティカ Aratika (GER) （F-No.4-o）、母の父 ジノ Zino (GB) （オーエンテューダー系）。2 - 5歳時13戦2勝、2着： ドイチェスダービー、ドイチェスセントレジャー、GAG = 96.5 （1994年）。種牡馬
- カバジョ Caballo (GER) - 牡、鹿毛、1991年、フェールホフ牧場 Gestüt Fährhof 産。母： カーメリタ Carmelita (GER) （F-No.4-f）、母の父： ズルムー Surumu (GER)。2 - 6歳時36戦9勝、1着： ドイチェスセントレジャー (Gr.2)、ノルトライン＝ヴェストファーレン州シュピールバンケン賞 (Gr.3)、GAG = 95.0 （1994年、1995年）。種牡馬
- トライアゲイン Try Again (GER) - 牡、鹿毛、1991年、ケーニヒスフォルスト牧場 Gestüt Königsforst 産。母： トライマイラック Try My Luck (IRE) （F-No.7-f）、母の父： トライマイベスト Try My Best (USA) （本邦輸入種牡馬）。2 - 6歳時19戦8勝、2着： ゲルゼンキルヒナーヴィルトシャフト大賞 (Gr.3)、GAG = 94.0 （1997年）
- トゥヴェン Twen (GER) - 牡、鹿毛、1991年、エルレンホフ牧場 Gestüt Erlenhof 産。母： テーア Thea (GER) （F-No.8-b）、母の父： ズルムー Surumu (GER)。3 - 4歳時7戦4勝、1着： ウニオンレネン (Gr.2)、フュルステンベルクレネン (Gr.3)、GAG = 96.5 （1994年）。種牡馬
- ズビア Subia (GER) - 牝、黒鹿毛、1991年、フェールホフ牧場産。母： ズラタ Surata (GER) （F-No.19）、母の父： ラグナス Lagunas (GB) （ニジンスキー系）。3歳時11戦3勝、GAG = 80.0 （1994年）。産駒： ズミタス Sumitas (GER) （牡、黒鹿毛、1996年、フェールホフ牧場産。父： ロミタス Lomitas (GB)。2 - 5歳時37戦7勝、1着： メールミュルヘンスレネン (Gr.2)、ニッカーボッカーハンデキャップ (Gr.2)、ヴィンターファフォリーテン賞 (Gr.3)、2着： ドイツ賞 (Gr.1)、プリンスオブウェールズステークス (Gr.1)、ダルマイヤー大賞 (Gr.1)、ヴィットーリオ・ディ・カープア賞 (Gr.1)、GAG = 99.0 （2000年）、2歳チャンピオン。種牡馬）
- ラヴィルコ Lavirco (GER) - 牡、黒鹿毛、1993年、フェールホフ牧場 Gestüt Fährhof 産。母： ラヴァージニア La Virginia (GER) （F-No.9-e）、母の父： ズルムー Surumu (GER)。2 - 3歳時8戦6勝、1着： ドイチェスダービー (Gr.1)、オイロパ賞 (Gr.1)、メールミュルヘンスレネン (Gr.2)、ウニオンレネン (Gr.2)、2着： オイロパシャンピオナート (Gr.2)、GAG = 101.5 （1996年）、年度代表馬、3歳チャンピオン（1996年）。種牡馬
- ズラコ Surako (GER) - 牡、鹿毛、1993年、フェールホフ牧場産。母： ズラタ Surata (GER) （F-No.19）、母の父： ラグナス Lagunas (GB)。2 - 4歳時15戦3勝、1着： ドクトルブッシュメモリアル (Gr.3)、2着： ドイチェスダービー (Gr.1)、ウニオンレネン (Gr.2)、ゲルリンク賞 (Gr.2)、ハンザ賞 (Gr.2)、GAG = 95.5 （1996年、1997年）。種牡馬
- ラヴェロン Laveron (GER) - 牡、黒鹿毛、1995年、フェールホフ牧場 Gestüt Fährhof 産。全兄： ラヴィルコ Lavirco (GER) （前出）。2 - 6歳時23戦4勝、1着： ドイチェスセントレジャー (Gr.2)、ヴェストシュピールカジノ大賞 (Gr.3)、3着：ドイチェスダービー、GAG = 95.5 （1998年、1999年）、6 - 7歳時障害11戦5勝、オートゥイユ大ハードル (Gr.1) - オートゥイユ 3,500m、ドートンヌ大賞 (Gr.1) - オートゥイユ 4,800m。種牡馬
- ページズキング Page's King (GB) - 牡、鹿毛、1995年、ルドルフ W アイズマン Rudolf W. Eisemann 産。母： パジブルー Page Bleue (IRE) （F-No.4）、母の父： サドラーズウェルズ Sadler's Wells (USA) （ノーザンダンサー系）。2 - 7歳時42戦5勝、1着： デュセルドルフ大賞 (Gr.3)、2着： ウニオンレネン (Gr.2)、GAG = 93.5 （1999年）
- イオラ Iora (GER) - 牝、黒鹿毛、1996年、シュレンダーハン牧場産。母： インシテイション Incitation (GER) （F-No.4-n）、母の父： ビーマイゲスト Be My Guest (USA) （ノーザンダンサー系）。2 - 3歳時12戦2勝、GAG = 90.0 （1999年）。産駒： イオタ Iota (GER) （牝、鹿毛、2002年、シュレンダーハン牧場産。父： タイガーヒル Tiger Hill (IRE)  （ダンジグ系）。3歳時5戦3勝、1着： ディアナ賞 (Gr.1)、シュヴァルツゴルトレネン (Gr.3)、GAG = 95.0 （2005年））

## 血統表
| ケーニヒスシュトゥールの血統（ブランドフォード系 / Arjaman4×5=9.38%, Blandford5×5=6.25%） | ケーニヒスシュトゥールの血統（ブランドフォード系 / Arjaman4×5=9.38%, Blandford5×5=6.25%） | ケーニヒスシュトゥールの血統（ブランドフォード系 / Arjaman4×5=9.38%, Blandford5×5=6.25%） | （血統表の出典）           | （血統表の出典）  |
| 父 Dschingis Khan (GER) 1961 鹿毛                                                         | 父の父Tamerlane (GB) 1952 黒鹿毛                                                          | Persian Gulf (GB)                                                                         | Bahram (GB)                | Bahram (GB)       |
| 父 Dschingis Khan (GER) 1961 鹿毛                                                         | 父の父Tamerlane (GB) 1952 黒鹿毛                                                          | Persian Gulf (GB)                                                                         | Double Life (IRE)          |                   |
| 父 Dschingis Khan (GER) 1961 鹿毛                                                         | 父の父Tamerlane (GB) 1952 黒鹿毛                                                          | Eastern Empress (GB)                                                                      | Nearco (ITY)               | Nearco (ITY)      |
| 父 Dschingis Khan (GER) 1961 鹿毛                                                         | 父の父Tamerlane (GB) 1952 黒鹿毛                                                          | Eastern Empress (GB)                                                                      | Cheveley Lady (GB)         |                   |
| 父 Dschingis Khan (GER) 1961 鹿毛                                                         | 父の母Donna Diana (GER) 1956 青鹿毛                                                       | Necker (GER)                                                                              | Ticino (GER)               | Ticino (GER)      |
| 父 Dschingis Khan (GER) 1961 鹿毛                                                         | 父の母Donna Diana (GER) 1956 青鹿毛                                                       | Necker (GER)                                                                              | Nixe (GER)                 |                   |
| 父 Dschingis Khan (GER) 1961 鹿毛                                                         | 父の母Donna Diana (GER) 1956 青鹿毛                                                       | Donatella (GER)                                                                           | Allgäu (GER)               | Allgäu (GER)      |
| 父 Dschingis Khan (GER) 1961 鹿毛                                                         | 父の母Donna Diana (GER) 1956 青鹿毛                                                       | Donatella (GER)                                                                           | Blaue Donau (GER)          |                   |
| 母 Königskrönung (GER) 1965 黒鹿毛                                                        | 母の父Tiepoletto (FR) 1956 黒鹿毛                                                         | Tornado (FR)                                                                              | Tourbillon (FR)            | Tourbillon (FR)   |
| 母 Königskrönung (GER) 1965 黒鹿毛                                                        | 母の父Tiepoletto (FR) 1956 黒鹿毛                                                         | Tornado (FR)                                                                              | Roseola (IRE)              |                   |
| 母 Königskrönung (GER) 1965 黒鹿毛                                                        | 母の父Tiepoletto (FR) 1956 黒鹿毛                                                         | Scaret Skies (FR)                                                                         | Blue Skies (FR)            | Blue Skies (FR)   |
| 母 Königskrönung (GER) 1965 黒鹿毛                                                        | 母の父Tiepoletto (FR) 1956 黒鹿毛                                                         | Scaret Skies (FR)                                                                         | Scarlrt Quill (FR)         |                   |
| 母 Königskrönung (GER) 1965 黒鹿毛                                                        | 母の母Krönung (GER) 1957 黒鹿毛                                                           | Orymp (GER)                                                                               | Arjaman (GER)              | Arjaman (GER)     |
| 母 Königskrönung (GER) 1965 黒鹿毛                                                        | 母の母Krönung (GER) 1957 黒鹿毛                                                           | Orymp (GER)                                                                               | Olympiade (GER)            |                   |
| 母 Königskrönung (GER) 1965 黒鹿毛                                                        | 母の母Krönung (GER) 1957 黒鹿毛                                                           | Kaiserkrone (GER)                                                                         | Nebelwerfer (GER)          | Nebelwerfer (GER) |
| 母 Königskrönung (GER) 1965 黒鹿毛                                                        | 母の母Krönung (GER) 1957 黒鹿毛                                                           | Kaiserkrone (GER)                                                                         | Kaiserwürde (GER) F-No.5-h |                   |